# CLEAN (алгоритм)
CLEAN — обчислювальний алгоритм для виконання деконволюції зображень, отримуваних у радіоастрономії. Він був опублікований Яном Гьогбомом у 1974 році, і з того часу було запропоновано кілька варіантів.
Алгоритм передбачає, що зображення складається з кількох точкових джерел та ітеративно знаходить таку їх конфігурацію, яка після згортки з функцією розсіювання точки якнайкраще відтворює спостережні дані.
Астроном Т. Корнуелл пише, що «вплив CLEAN на радіоастрономію був величезним», як безпосередньо, завдяки забезпеченню більшої швидкості та ефективності спостережень, так і опосередковано, заохочуючи «хвилю інновацій в обробці синтезу, яка триває донині». Алгоритм також застосовувався в інших областях астрономії та багатьох інших галузях науки.
Алгоритм CLEAN та його варіації все ще широко використовуються в радіоастрономії, наприклад, у першому зображенні центральної надмасивної чорної діри M87 Телескопом горизонту подій.